# Костёл Святой Троицы (Росица)
Костёл Святой Троицы (бел. Касцёл Найсвяцейшай Тройцы) — католический храм в деревне Росица, Витебская область, Беларусь. Относится к Полоцкому деканату Витебского диоцеза. Памятник архитектуры, архитектурный стиль одни источники определяют как неоготику, другие как неороманский. Строился в 1906—1911 годах. Включён в Государственный список историко-культурных ценностей Республики Беларусь (код 213Г000250).

## История

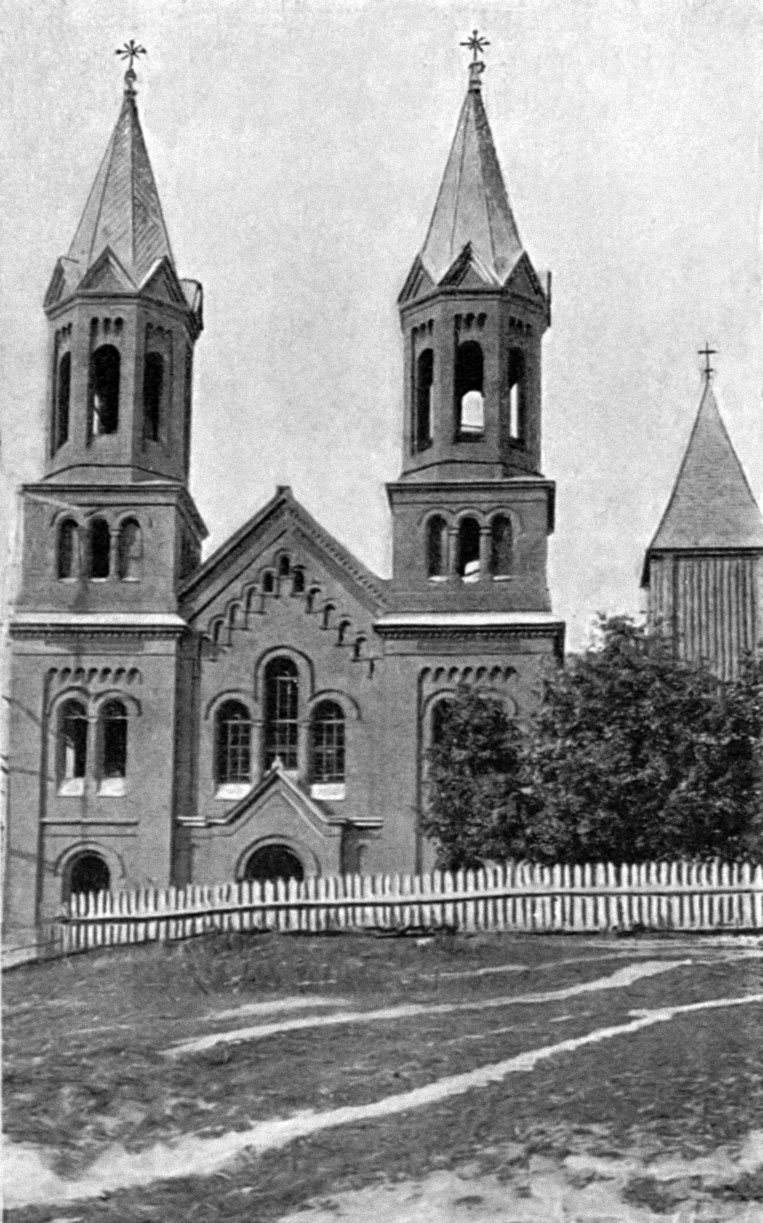
Храм после окончания строительства

Первые сведения о существовании в Росице католического прихода относятся ко второй половине XVI века. В 1778 году здесь была построена небольшая деревянная церковь, освященная в 1792 году. В 1906—1911 годах на её месте шло возведение нового костёла из кирпича, который был освящён 20 января 1911.
В советское время храм был закрыт. Вновь открыт в период немецкой оккупации в Великую Отечественную войну. 16-18 февраля 1943 года в ходе карательной операции «Зимнее волшебство» деревня Росица была уничтожена, а 1528 мирных граждан убито. Среди погибших были служившие в росицком храме католические священники о. Юрий Кашира и о. Антоний Лещевич, один из которых был сожжён с другими жителями, а второй — застрелен за настойчивые просьбы спасти детей (по другим данным также сожжён). 13 июня 1999 года папа римский Иоанн Павел II беатифицировал убитых священнослужителей.
После войны в здании костёла располагались клуб, конюшни, склад зерна, мельница. В 1988 году здание храма в полностью запущенном состоянии было возвращено Католической церкви. Реставрация церкви шла все 90-е годы; 19 августа 2000 года епископ Владислав Блин провёл повторное освящение храма.

## Архитектура

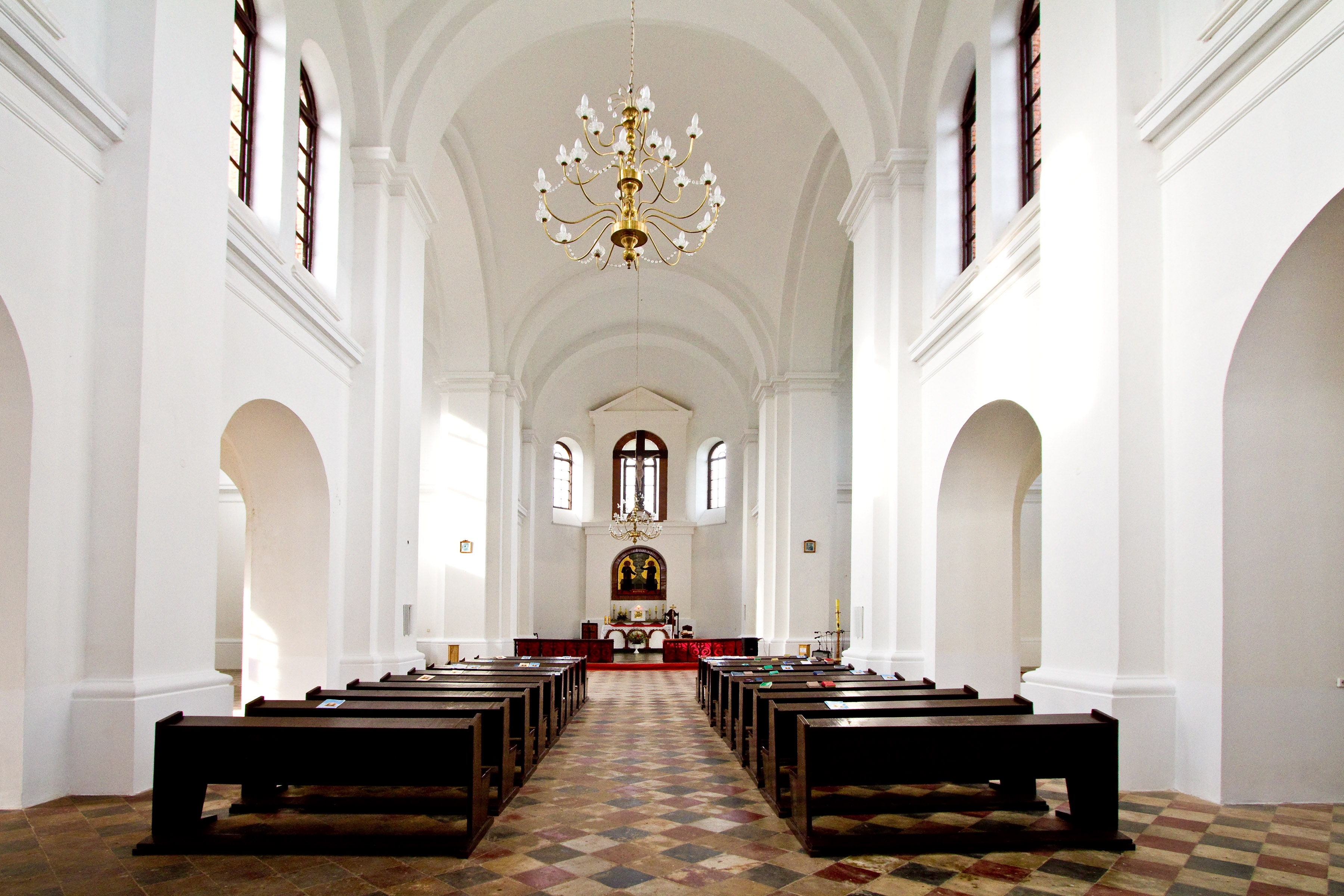
Костёл Святой Троицы

Костёл Святой Троицы — трёхнефная двухбашенная базилика с трансептом и пятигранный апсидой. Центральный вход оформлен в виде портала с двугранным щитом, над которым расположено тройное окно; над боковыми арочными входами — двойные окна. Исторический интерьер церкви не сохранился, современный храм имеет скромное внутреннее убранство.